# 1853 en santé et médecine
| Années de la santé et de la médecine : 1850 - 1851 - 1852 - 1853 - 1854 - 1855 - 1856    |
| Décennies de la santé et de la médecine : 1820 - 1830 - 1840 - 1850 - 1860 - 1870 - 1880 |

Cet article présente les faits marquants de l'année 1853 en santé et médecine.

## Événements

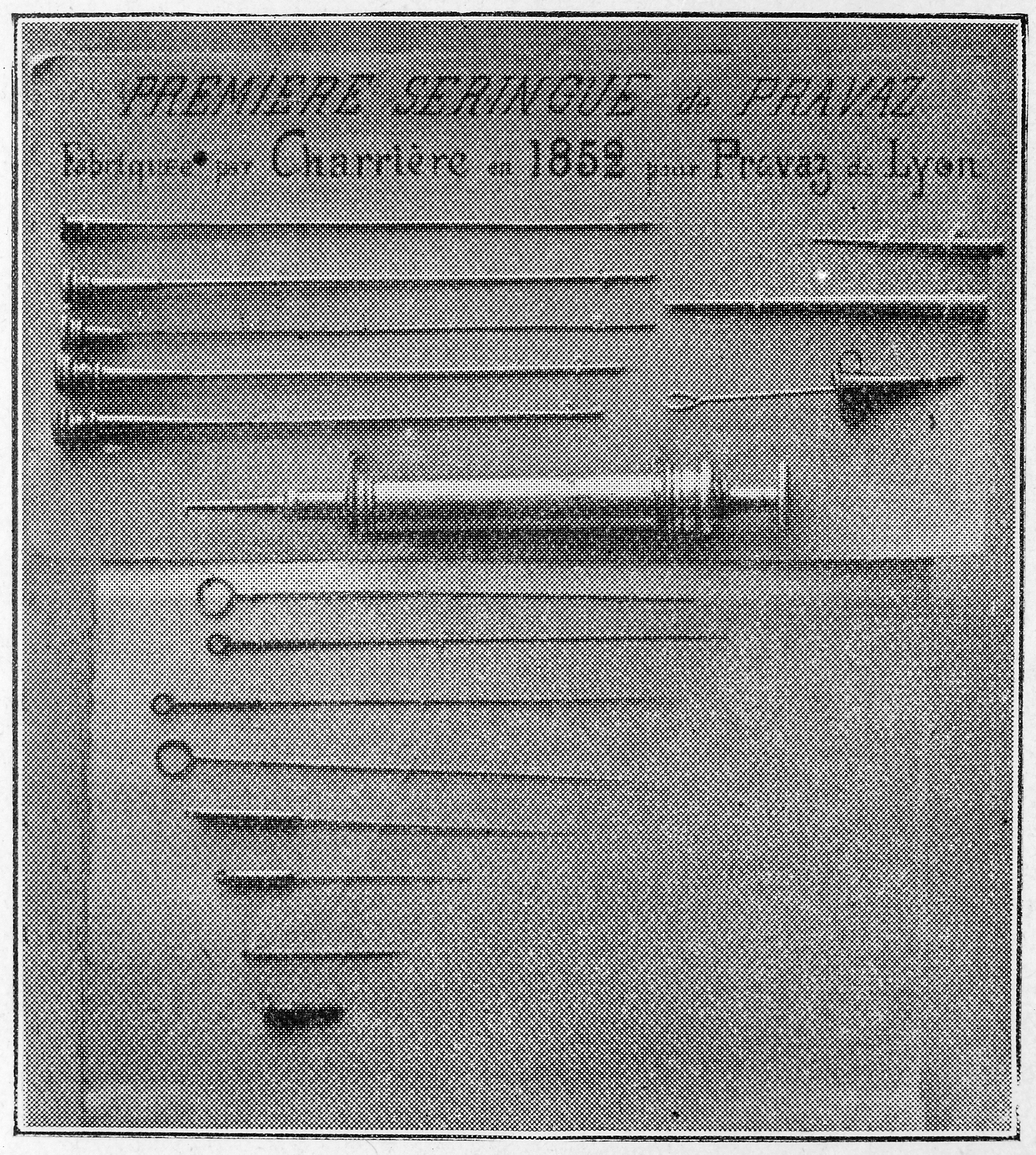
Seringues inventées par Pravaz et fabriquées par Charrière.

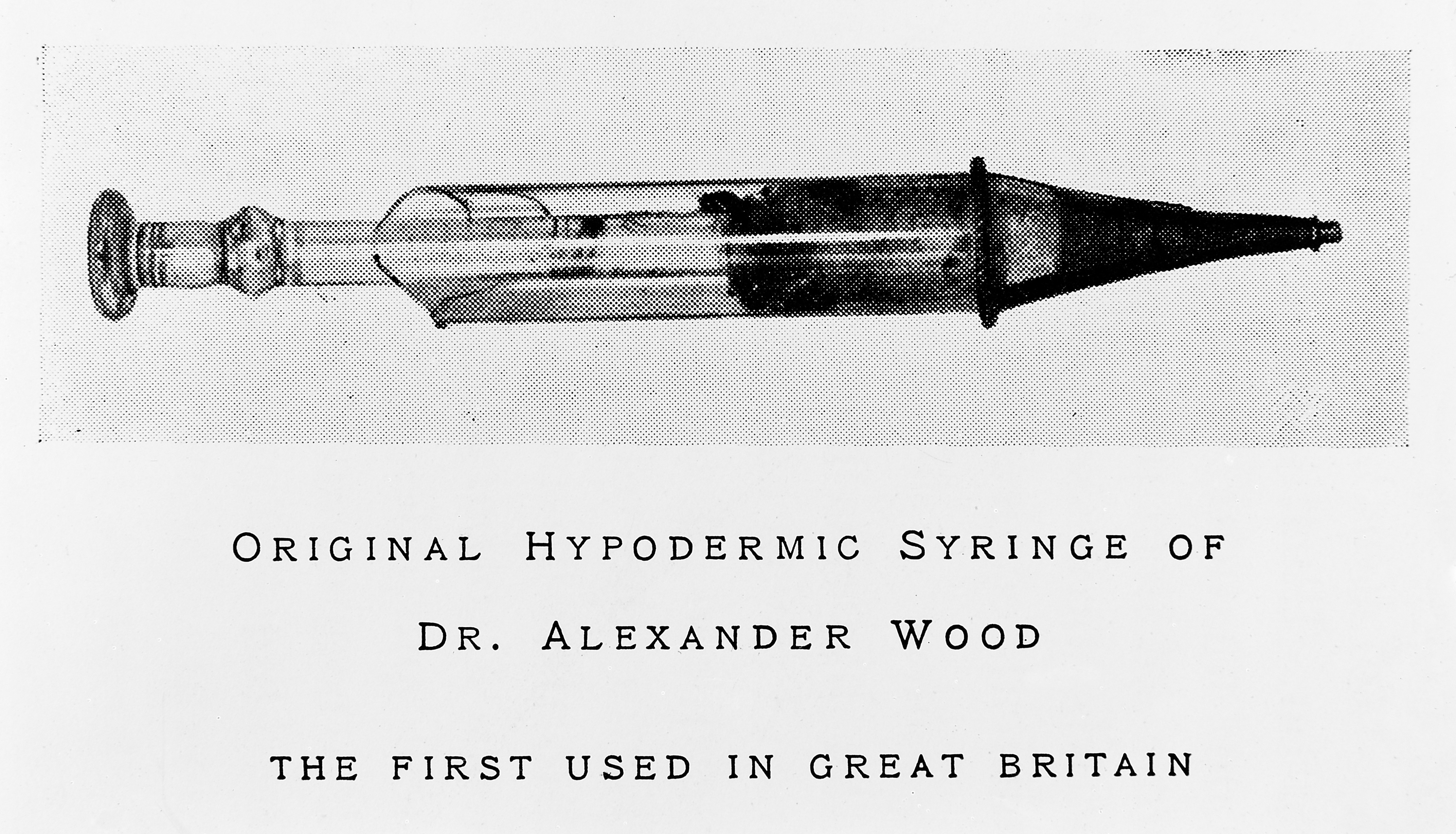

- 20 juillet : le chirurgien et urologue français Antonin Jean Desormeaux présente un mémoire à l'Académie de médecine où il présente son endoscope[1].

- Première synthèse de l’aspirine par le français Charles Frédéric Gerhardt chimiste strasbourgeois[2],[3].
- Le physiologiste lyonnais Charles Gabriel Pravaz perfectionne la seringue, qu'il dote d'une aiguille creuse (1852) et le médecin écossais Alexander Wood développe indépendamment une aiguille hypodermique à Édimbourg[4].

## Puclications
- William John Little : On the Deformities of the Human Frame, où il décrit pour la première fois la dystrophie musculaire pseudo-hypertrophique.

## Naissances
- 15 janvier : Charles-Édouard Hocquard (mort en 1911), médecin militaire, photographe et explorateur français, connu pour ses photographies d'Indochine et de Madagascar.
- 29 janvier : Kitasato Shibasaburō (mort en 1931), médecin et bactériologiste japonais.
- 9 novembre : Pierre Marie (mort en 1940), neurologue français à l'origine de la description de plusieurs maladies dont l'acromégalie, la spondylarthrite ankylosante et l'ostéoartropathie hypertrophique.
- 17 décembre : Émile Roux (mort en 1933), médecin français qui a conçu le sérum antidiphtérique.

## Décès
- 12 mars : Mathieu Orfila (né en 1787), médecin et chimiste français, d'origine espagnole[5].
- 23 juin : Charles Gabriel Pravaz (né en 1791), chirurgien orthopédiste français, inventeur de la seringue[6].
- 18 octobre : Gotthelf Fischer von Waldheim (né en 1771), médecin, naturaliste, paléontologue et anatomiste saxon devenu sujet russe, père d'Alexandre Grigorievitch Fischer von Waldheim (1803-1884) et le grand-père d'Alexandre Alexandrovitch Fischer von Waldheim.